# Zze
Zze (Paschto: ږې ẓ̌e, auch ge; ږ) ist ein Buchstabe des paschtunischen Alphabets. Zze besteht aus einem Rā' (ر) mit je einem neben- und untergesetzten Punkt.
Die Aussprache des Zze ist wie die des Ssin (ښ) stark dialektabhängig: Sie reicht vom stimmhaften postalveolaren Frikativ [⁠ʂ⁠] in südöstlichen Dialekten über den stimmhaften retroflexen Frikativ [⁠ʐ⁠] in südwestlichen und einer palatalen Realisierung in nordwestlichen Dialekten bis zum Velar in nordöstlichen Dialekten.
Das Zeichen ist im Unicode-Block Arabisch am Codepunkt U+0696 kodiert.
| Unicode-Codepoint | Unicode-Name                                   | Zeichen |
| ----------------- | ---------------------------------------------- | ------- |
| U+0696            | ARABIC LETTER REH WITH DOT BELOW AND DOT ABOVE | ږ       |